# NGC 506
NGC 506 is een ster in het sterrenbeeld Vissen. Het hemelobject werd op 7 november 1874 ontdekt door de Ierse astronoom Lawrence Parsons.